# Agrias redita
Agrias redita är en fjärilsart som beskrevs av Peter William Michael 1930. Agrias redita ingår i släktet Agrias och familjen praktfjärilar. Inga underarter finns listade i Catalogue of Life.